# Umingan
Umingan ist eine Stadtgemeinde in der philippinischen Provinz Pangasinan. Im Jahre 2015 zählte das 
270,8 km² große Gebiet 73.252 Einwohner, wodurch sich eine Bevölkerungsdichte von 271 Einwohnern pro km² ergibt. 
Das Gebiet ist größtenteils sehr flach und nur im Osten hügelig. Der überwiegende Teil der Bevölkerung spricht Ilokano.
Die Landwirtschaft ist (mit Reis-, Mais und Tabakanbau) der wichtigste Erwerbszweig.

## Baranggays
Umingan ist in folgende 58 Baranggays aufgeteilt:
| - Abot Molina - Aloo - Amaronan - Annam - Bantug - Baracbac - Barat - Buenavista - Cabalitian - Cabangaran - Cabaruan - Cabatuan - Cadiz - Calitlitan - Capas | - Carayungan Sur - Carosalesan - Casilan - Caurdanetaan - Concepcion - Decreto - Del Rosario - Diaz - Diket - Don Justo Abalos - Don Montano - Esperanza - Evangelista - Flores - Fulgosino | - Gonzales - La Paz - Labuan - Lauren - Lubong - Luna Este - Luna Weste - Mantacdang - Maseil-seil - Nampalcan - Nancalabasaan - Pangangaan - Papallasen - Pemienta | - Poblacion East - Poblacion West - Prado - Resurreccion - Ricos - San Andres - San Juan - San Leon - San Pablo - San Vicente - Santa Maria - Santa Rosa - Sinabaan - Tanggal Sawang |